# Coronacrisis in Åland
De coronacrisis bereikte Åland toen op 22 maart 2020 de eerste besmetting van twee personen werd bevestigd.
Åland, dat voor zijn economie sterk afhankelijk is van de scheepvaart (veerdiensten), taxfree verkoop en toerisme, vreest grote financiële tegenvallers door de crisis. Op 30 december 2020 werd de 102e besmetting geconstateerd. Op 20 februari 2021 telde de eilandengroep 161 besmettingen.

## Productie beschermingsmiddelen
In het plaatsje Godby bevindt zich het bedrijf Optinova, een fabrikant van medische hulpmiddelen. Bij het uitbreken van de coronacrisis heeft dit bedrijf direct aan de Finse overheid aangeboden om beschermingsmiddelen te gaan produceren. Dit werd echter door de Finse regering genegeerd, en er werden hulpmiddelen uit China besteld, die vervolgens afgekeurd moesten worden omdat ze ondeugdelijk waren.